# آنتونی لوزانو
آنتونی لوزانو (اسپانیایی: Anthony Lozano‎؛ زادهٔ ۲۵ آوریل ۱۹۹۳) یک بازیکن فوتبال اهل هندوراس است.
از باشگاه‌هایی که در آن بازی کرده‌است می‌توان به باشگاه فوتبال تنریف و تیم دوم باشگاه فوتبال والنسیا اشاره کرد.
وی همچنین در تیم ملی کشورش بازی کرده و در ترکیب تیم المپیک کشورش در المپیک‌های تابستانی ۲۰۱۲ و ۲۰۱۶ حضور داشته است. او در حال حاضر در کادیز در لالیگا بازی میکند .